# 沃龐西鎮區 (伊利諾伊州格蘭迪縣)
沃龐西鎮區（英語：Wauponsee Township）是位於美國伊利諾伊州格蘭迪縣的一個行政鎮區。

## 地方資料
根據2010年美國人口普查的數據，沃龐西鎮區的面積為72.50平方千米，當中陸地面積為69.40平方千米，而水域面積為3.10平方千米。當地共有人口2379人，而人口密度為每平方千米32.81人。